# SDAT Tennis Stadium
O Sports Development Authority of Tamil Nadu Tennis Stadium conhecido como  SDAT Stadium é um complexo de tênis, localizado em Nungambakkam, Chennai, Tamil Nadu, Índia. Ele foi inaugurado em 1995, pelo governo de Tamil Nadu, e foi sede do ATP de Chennai, torneio de tênis realizado até 2017, que pertenceu ao ATP World Tour. 